# Camptoloma carum
Camptoloma carum is een vlinder uit de familie van de Uilen (Noctuidae). De wetenschappelijke naam van de soort is voor het eerst geldig gepubliceerd in 1984 door Kishida.
De soort komt voor in Taiwan.